# 3Delight
3DelightNSI (スリーデライト エヌエスアイ) は物理ベースレンダラーの一つであり、RenderMan互換レンダラーであった3Delightの後継である。NSIは「Nodal Scene Interface」の略であり、新たに導入されたアプリケーションインターフェースを意味する。

## 歴史
2000年、3DelightはRenderMan互換でありながらも、REYESとレイトレーシングのハイブリッドレンダリングに対応する3Dレンダラーとしてリリースされた。当時、本家の「PhotoRealistic RenderMan」(PRMan) はハイブリッドレンダリングに対応しておらず (2002年より対応)、3Delightは本家よりも先にハイブリッドレンダリングが可能であった。
2013年、DNA Researchは3Delight 11でPath Tracingモードを導入してそれを標準としたものの、REYESモードも併存した。
2018年、DNA Researchは3DelightNSI 1.0で旧来のRenderManインターフェースに代わる新たなインターフェース「Nodal Scene Interface」(NSI)を導入した。NSIインターフェース互換レンダラーはオープンソースのHydraNSI (hdNSI)を使うことで、Universal Scene DescriptionのHydra搭載ソフトウェアから使うことが可能となる。

## 搭載・対応ソフトウェア

### 現行
搭載
- Katana 3.0以降
- DAZ Studio

対応
- Maya
- Houdini - HydraNSIによってSideFX Solarisにも対応している。なおHoudini側のRenderManレンダリング機能では3Delight 9.0までのレンダリングにのみ対応している[7]
- Cinema 4D - 専用のプラグインが用意された。なおCinema 4DのR20より前はCinema 4D側のRenderManレンダリング機能であるCineManが3Delightでのレンダリング対応していた[8][9]。
- Universal Scene Description - HydraNSIで対応

### 過去
RenderMan互換レンダラーであった頃は、RenderManインターフェース出力に対応する多くのソフトウェアからも3Delightを使用することができた。
対応
- 3ds Max

## 採用例
以下の映画に3Delightが使われている。
- ナルニア国物語[10]
- X-MEN:ファイナル ディシジョン[10]
- ファンタスティック・フォー ［超能力ユニット］[10]
- ファイナル・デッドコースター[10]
- スーパーマン リターンズ[10]
- シャーロットのおくりもの (2006年)[10]